# Paracyclammina
Paracyclammina es un género de foraminífero bentónico de la subfamilia Choffatellinae, de la familia Cyclamminidae, de la superfamilia Loftusioidea, del suborden Loftusiina y del orden Loftusiida. Su especie tipo es Loftusia bemmeleni. Su rango cronoestratigráfico abarca el Jurásico superior.

## Discusión
Clasificaciones previas incluían Paracyclammina en el suborden Textulariina del orden Textulariida o en el orden Lituolida.

## Clasificación
Paracyclammina incluye a la siguiente especie:
- Paracyclammina bemmeleni †